# Handlebars (canción de Flobots)
«Handlebars» es una canción interpretada por la agrupación estadounidense Flobots. Fue lanzada en 2008 como el primer sencillo de su álbum debut Fight with Tools. La canción fue escrita y grabada en 2005 como parte del EP Flobots Present...Platypus.

## Video musical
El video musical de la canción fue hecho con animación. El video inicia con dos amigos andando en bicicleta sin las manos en los manillares (handlebars, en inglés). Ambos llegan a una intersección donde hay dos señales: una con el símbolo de una corporación y otra con el dibujo de una paloma simbolizando la paz. Los dos amigos se despiden y cada uno toma un camino diferente.
Mientras que el primer amigo comienza a trabajar para una corporación y a subir los rangos hasta convertirse en uno de los líderes de la industria, el otro se convierte en un revolucionario en contra de las corporaciones. El amigo revolucionario lidera una marcha hacia los cuarteles de la corporación, pero es asesinado junto a miles y su segundo al mando por la policía. 
El video termina en una analepsis en donde se ve a los dos amigos en sus bicicletas dirigirse hacia una luz brillante.

## Listado de canciones
| CD  |              |          |  |
| N.º | Título       | Duración |  |
| 1.  | «Handlebars» | 3:27     |  |
| 2.  | «Rise»       | 4:10     |  |

| Sencillo de 7 pulgadas |                                   |          |  |
| N.º                    | Título                            | Duración |  |
| 1.                     | «Handlebars»                      | 3:27     |  |
| 2.                     | «Handlebars» (remix de DJ Shadow) | 4:03     |  |

## Listas de popularidad
| Lista (2008)                | Posición más alta |
| --------------------------- | ----------------- |
| Billboard Alternative Songs | 3                 |
| Billboard Digital Songs     | 20                |
| Billboard Hot 100           | 37                |
| Billboard Pop 100           | 34                |
| Billboard Pop Songs         | 30                |
| Canadian Hot 100            | 63                |
| New Zealand Singles Chart   | 26                |
| UK Singles Chart            | 14                |